# William Carter Love
William Carter Love (* 1784 bei Norfolk, Virginia; † 1835 in Salisbury, North Carolina) war ein US-amerikanischer Politiker. Zwischen 1815 und 1817 vertrat er den Bundesstaat North Carolina im US-Repräsentantenhaus.

## Werdegang
Das genaue Geburts- und das Sterbedatum von William Love sind nicht überliefert. Noch in seiner Jugend kam er nach Chapel Hill in North Carolina, wo er zu Hause unterrichtet wurde. Nach einem anschließenden Jurastudium und seiner Zulassung als Rechtsanwalt begann er ab 1806 in Salisbury in diesem Beruf zu arbeiten. Gleichzeitig schlug er als Mitglied der von Thomas Jefferson gegründeten Demokratisch-Republikanischen Partei eine politische Laufbahn ein.
Bei den Kongresswahlen des Jahres 1814 wurde Love im zehnten Wahlbezirk von North Carolina in das US-Repräsentantenhaus in Washington, D.C. gewählt, wo er am 4. März 1815 die Nachfolge von Joseph Pearson antrat. Bis zum 3. März 1817 konnte er eine Legislaturperiode im Kongress absolvieren. Nach seinem Ausscheiden aus dem US-Repräsentantenhaus praktizierte William Love wieder als Anwalt in Salisbury, wo er im Jahr 1835 starb.